# إيسوپ روك
إيان مَثايز باڨيتز (إنكليزية: Ian Matthias Bavitz) ولد في (5 حزيران يونيو 1976) معروف باسمه الفني إيسوپ روك (إنكليزية: Aesop Rock) مغني هيب هوب ومنتج مقيم في بورتلاند (أوريغون) من أوائل الأشخاص الذين انطلقو ضمن موجة الـunderground أو الهيب هوب غير المنخرط ضمن مؤسسات تجارية بالإضافة إلى الهيب هوب البديل أو كما يعرف بـ هيب هوب بديل حيث كانت هذه الموجة قد بدأت من نهايات التسعينات حتى بداية الـ2000م. قام بتوقيع عقد مع شركة Definitive Jux والتي يكون مالكها El-P إلى أن جمدت الشركة في الـ2010م. قام موقع betterPropaganda بوضعه ضمن المرتبة 19 من بين أهم 100 فنان في هذا العقد.

## روابط خارجية
- إيسوپ روك على موقع IMDb (الإنجليزية)
- إيسوپ روك على موقع ميوزك برينز (الإنجليزية)
- إيسوپ روك على موقع إن إن دي بي (الإنجليزية)
- إيسوپ روك على موقع أول ميوزيك (الإنجليزية)
- إيسوپ روك على موقع أول ميوزيك (الإنجليزية)
- إيسوپ روك على موقع ديسكوغز (الإنجليزية)
- إيسوپ روك على موقع ديسكوغز (الإنجليزية)
- إيسوپ روك على موقع قاعدة بيانات الفيلم (الإنجليزية)